# یاسوهیرو تاکاتو
یاسوهیرو تاکاتو (به انگلیسی: Yasuhiro Takato؛ زادهٔ ۲۳ ژانویهٔ ۱۹۶۸) صدا پیشهٔ اهل ژاپن است. وی از سال ۱۹۸۷ میلادی تاکنون مشغول فعالیت بوده‌است.